# Araratska planota
Araratska planota (armensko Արարատյան դաշտ, Araratyan dasht) je ena največjih armenskih planot. Razteza se zahodno od porečja Sevanskega jezera, ob vznožju pogorja Geghama. Na severu ravnica meji na goro Aragac, na jugu pa goro Ararat. Na dva odseka ga deli reka Aras, severni del v Armeniji in južni del v Turčiji .

## Etimologija
Srednjeveški armenski zgodovinar Mojzes Khorenaci je v svoji Zgodovini Armenije zapisal, da je Araratska planota dobila ime po kralju Aru Lepem, vnuku Amasje.

## Podnebje
Podnebje Araratske planote je celinsko in polsušno z vročimi poletji in hladnimi zimami. Letna količina padavin je približno 200–250 mm. Poleti so padavine redke. Pozimi padavine običajno padajo v obliki snega. Planota in porečje Sevanskega jezera poznata obilo sonca in sta najbolj sončni območji v Armeniji, kjer letno dobijo približno 2700 sončnih ur. Najkrajše trajanje sonca je v sredogorskih območjih gozdnega pasu (približno 2000 ur). V vznožju je med junijem in oktobrom redek dan brez sonca.

## Kmetijstvo
Araratska planota predstavlja 4 % celotne armenske površine, vendar kljub temu daje 40 % armenske kmetijske proizvodnje.

## Arheologija
To območje je bilo zasedeno že od neolitika ali zgodnje bakrene dobe.
Pri Aratašenu se prvo lončarstvo pojavi konec 5. tisočletja pred našim štetjem ali pred 4000 pr. n. št. 

## Galerija
- Samostan Khor Virap in Ararat.
- Satelitska slika
- Karta rabe tal